# لارا دانلی
لارا دانلی (انگلیسی: Laura Donnelly؛ زادهٔ ۲۰ اوت ۱۹۸۲) بازیگر اهل بریتانیا است.
از فیلم‌ها یا برنامه‌های تلویزیونی که وی در آن نقش داشته است، می‌توان به سقوط، طرح، هکس و غریبه اشاره کرد. او اخیرا برای بازی در فیلم گُرگینه در شب مارول که در اواخر ماه مارس امسال فیلمبرداری میشود انتخاب شده است.این فیلم براساس شخصیت گرگینه در شب مارول ساخته خواهد شد.